# 弗拉维亚港

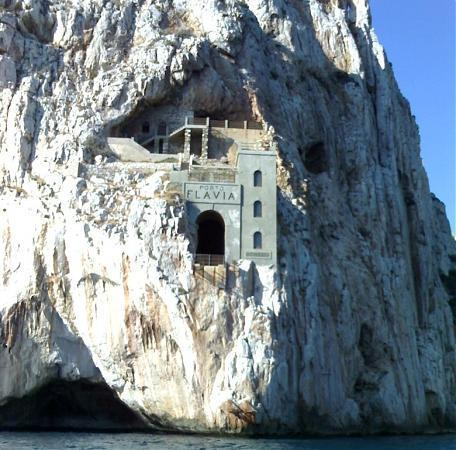
弗拉维亚港装卸码头

弗拉维亚港（Porto Flavia）是一个位于意大利卡尔博尼亚-伊格莱西亚斯省伊格莱西亚斯的海港。它建于1923年至1924年，該地也是撒丁岛的一個矿产生产中心。該港口的名稱來自於港口設計師Cesare Vecelli的女儿Flavia Vecell。